# Karl Leberecht Krutzsch

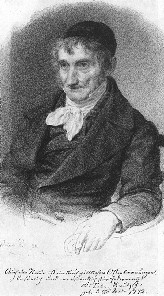
Karl Leberecht Krutzsch

Karl Leberecht Krutzsch (* 23. Mai 1772 in Wünschendorf, Erzgebirge; † 6. November 1852 in Tharandt) war ein deutscher Forst- und Agrarwissenschaftler. Er lehrte über drei Jahrzehnte als Professor an der Sächsischen Akademie für Forst- und Landwirte in Tharandt. Wegweisend förderte er den Ausbau der wissenschaftlichen Bodenkunde zu einem eigenständigen Lehr- und Forschungsgebiet.

## Leben und Wirken

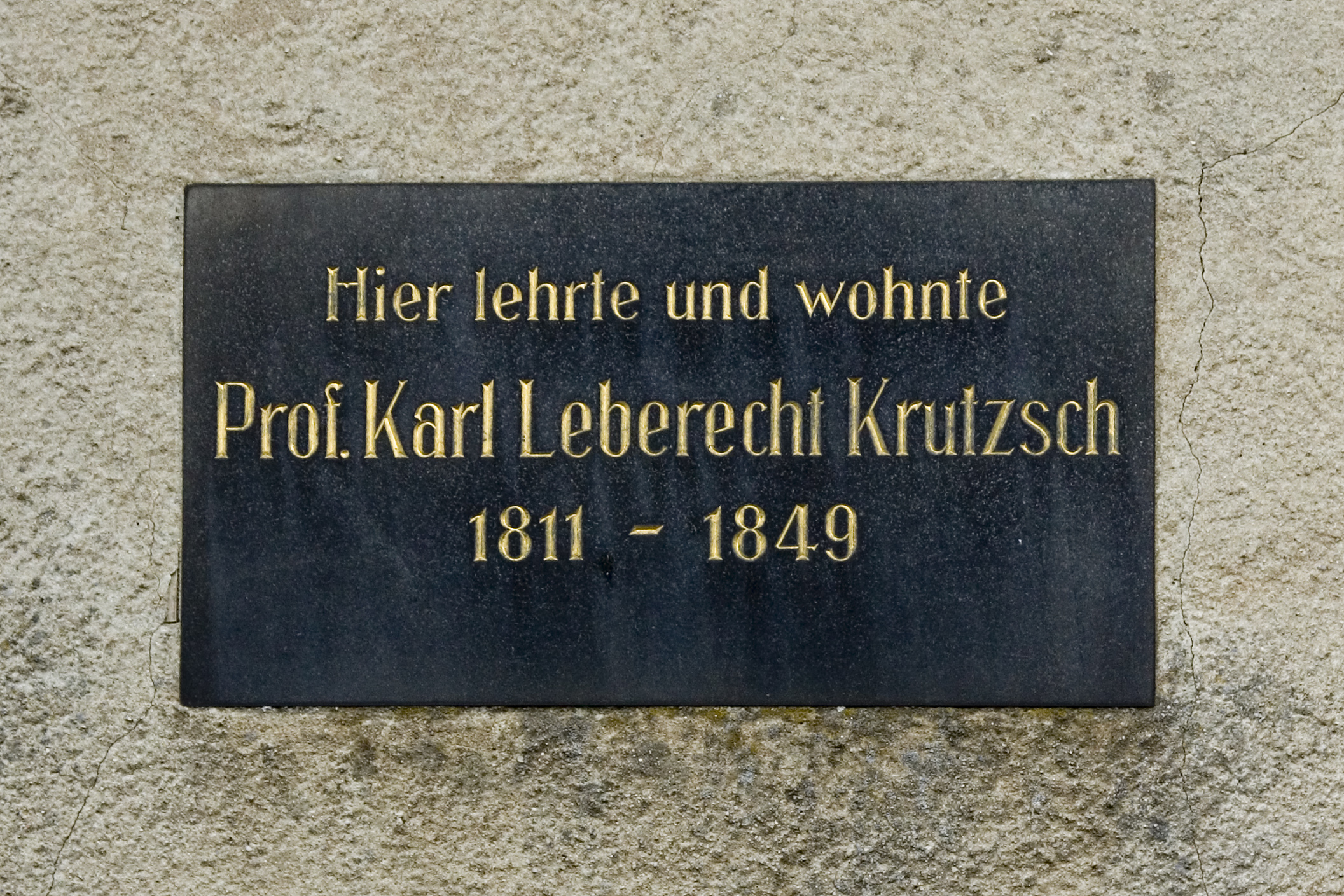
Gedenktafel in Tharandt

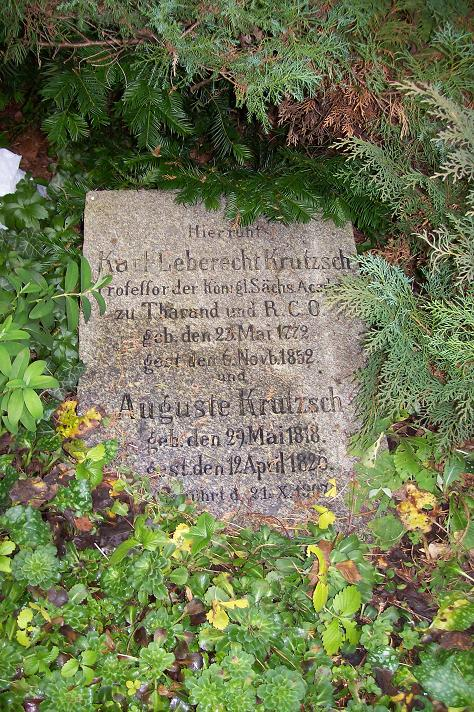
Grabstein auf die Friedhof in Tharandt

Karl Leberecht Krutzsch, Sohn eines Dorfschullehrers, studierte seit 1795 Theologie an der Universität Leipzig und arbeitete nach dem Predigerexamen als Erzieher. Von 1805 bis 1808 widmete er sich am Collegium Carolinum in Braunschweig naturwissenschaftlichen Studien. Nach einem mehrjährigen Aufenthalt in der französischsprachigen Schweiz studierte er von 1812 bis 1813 Landwirtschaft bei Albrecht Daniel Thaer in Möglin. Ein Angebot Thaers, Lehrer für Naturwissenschaften an seinem Mögliner Institut zu werden, lehnte Krutzsch ab. Stattdessen übernahm er eine Lehrerstelle an der von Heinrich Cotta geleiteten Forstakademie in Tharandt. 1816, nach Erhebung dieser Lehranstalt zur „Königlich Sächsischen Forstakademie“ wurde er zum Professor ernannt. Ihm gebührt das Verdienst, dass dieser Forstakademie 1830 eine landwirtschaftliche Lehranstalt angegliedert wurde (seitdem „Akademie für Forst- und Landwirthe zu Tharandt“).
Krutzsch hielt an dieser Akademie bis 1849 Vorlesungen über Chemie, Physik, landwirtschaftliche Technologie, Geologie, Mineralogie und Bodenkunde. Frühzeitig erkannte er die Notwendigkeit, die bodenkundliche Ausbildung der Studenten an den forst- und landwirtschaftlichen Ausbildungsstätten zu verbessern. Sein Lehr- und Forschungsschwerpunkt lag dabei auf dem Gebiet der forstlichen Bodenkunde.
Als das wissenschaftliche Hauptwerk von Krutzsch gilt sein zweibändiges Lehrbuch „Gebirgs- und Bodenkunde für den Forst- und Landwirth“: der erste Band „Gebirgskunde“ erschien 1827 (2. Aufl. 1844), der zweite Band „Abriß der wissenschaftlichen Bodenkunde“ 1842 (2. Aufl. 1847). Der  Zusatztitel bei den Zweitauflagen, „Zur Belehrung und Unterhaltung für praktische Forst- und Landwirthe, welche einen wissenschaftlichen Unterricht entbehren“, unterstreicht die Intention von Krutzsch, Theorie und Praxis der Bodenkunde in einem Lehrgebäude zu integrieren. Durch die Herausarbeitung von Beziehungen zwischen Boden, Pflanzen und Klima versuchte er Gesetzmäßigkeiten abzuleiten und die Erkenntnisse für die praktische Forstwirtschaft nutzbar zu machen.
Von seinen weiteren Schriften sind hervorzuheben eine Studie über forstwirtschaftliche Bildung (1820), eine Schrift über Leben und Ernährung des Borkenkäfers (1825) und ein Bericht über eigene Beobachtungen bei der Zucht von Seidenraupen (1838). Die Themen zeigen die Vielfalt seiner wissenschaftlichen Interessensgebiete. Im Ruhestand publizierte er eine „Idee zu einem Kaltlufthause als Ersatz für den Felsenkeller für Bierbrauereien“ (1851). Bedeutsam für die Wissenschaftsgeschichte sind seine im gleichen Jahr erschienenen Lebenserinnerungen.

## Bücher und Schriften
- Auch einige Worte über forstwirtschaftliche Bildung und Unterricht: Abgenöthiget durch Herrn Pfeils Schrift über diesen Gegenstand. Arnold, Dresden 1820.
- Geht der Borkenkäfer (Derm. typographus) nur kranke, oder geht er auch gesunde Bäume an? Eine Aufforderung an praktische Forstmänner, diese Streitfrage, wenn Gelegenheit sich darbietet, einer neuen und strengen Prüfung zu unterwerfen. Arnold, Dresden 1825.
- Gebirgs- und Bodenkunde für den Forst- und Landwirth, Arnold, Dresden und Leipzig. Teil 1: Gebirgskunde. Ein Hilfsmittel der gemeinsten Mineralien, Stein- und Felsarten, auf dem Wege des Selbstunterrichts sicher, d. h. nach bestimmten Merkmalen, kennen zu lernen, 1827; 2. Aufl. 1844. – Teil 2: Abriß der wissenschaftlichen Bodenkunde. Nebst einem Anhang, das ABC der Chemie enthaltend, 1842; 2. Aufl. 1847.
- Beiträge zur Förderung des Seidenbaues, hauptsächlich einer naturgemäßeren Seidenraupenzucht. Zunächst für seine Landsleute. Baumgärtner, Leipzig 1838.
- Idee zu einem Luftkalthause als Ersatz für einen Felsenkeller. Für Bier- namentlich Lagerbier-Brauereien. Schlicke, Leipzig 1851.
- Bruchstücke aus meinem Leben. In: Forstwirthschaftliches Jahrbuch der Königlich Sächsischen Akademie für Forst- und Landwirthe zu Tharand, Bd. 7, 1851, S. 1–100.